# Hans-Georg Retzko
Hans-Georg Retzko (* 27. November 1928 in Hagen; † 19. November 2014 in Darmstadt) war ein deutscher Bauingenieur und Professor für Verkehrsplanung und Verkehrstechnik an der Technischen Universität Darmstadt.

## Leben
Nach dem Abitur 1949 in Lübbecke studierte Retzko Bauingenieurwesen an der Technischen Universität in Hannover und schloss dieses Studium 1955 als Diplom-Ingenieur ab. Anschließend arbeitete er als wissenschaftlicher Mitarbeiter und wissenschaftlicher Assistent am Lehrstuhl und Institut für Verkehrswirtschaft, Straßenwesen und Städtebau der Technischen Hochschule Hannover. Retzko promovierte 1961 und wechselte als städtischer Baurat bzw. Oberbaurat ins Stadtplanungsamt Nürnberg und war danach Referent für Bauingenieurwesen und Städtebau im Niedersächsischen Sozialministerium in Hannover.
1966 folgte die Berufung auf den neugeschaffenen ordentlichen Lehrstuhl für Verkehrsplanung und Verkehrstechnik in der Fakultät für Bauingenieurwesen der Technischen Hochschule Darmstadt und Bestellung zum Direktor des gleichnamigen Instituts. Von 1966 bis zu seiner Emeritierung 1997 war Retzko Leiter des Fachgebiets Verkehrsplanung und Verkehrstechnik an der Technischen Universität Darmstadt.
Retzko war dreimal Dekan für den Fachbereich Wasser und Verkehr und treibende Kraft für eine Zusammenlegung des Fachbereichs mit dem Fachbereich Konstruktiver Ingenieursbau zum Fachbereich Bauingenieurswesen. Er verfasste mehr als 200 wissenschaftliche Veröffentlichungen.
1980 gründete Retzko mit dem Bauingenieur Hartmut Topp das international tätige Planungsbüro Retzko + Topp in Darmstadt.
1997 emeritierte Retzko, blieb aber weiter am Lehrstuhl aktiv und setzte sich insbesondere für den akademischen Austausch mit Japan, Vietnam und China ein.
Hans-Georg Retzko starb im November 2014. Er war verheiratet und hatte zwei Kinder.

## Auszeichnungen
- 1995: Erasmus-Kittler-Medaille durch die Technische Universität Darmstadt
- 1996: Ehrendoktorwürde Dr.-Ing. E. h. durch die Technische Universität Dresden
- 2002: Verdienstkreuz 1. Klasse des Verdienstordens der Bundesrepublik Deutschland
- 2003: Medaille „Für Verdienste im Bildungswesen“ der Sozialistischen Republik Vietnam
- 2006: Verleihung des Titels „Advisory Professor“ durch die Tongji University Shanghai, China[2]
- 2011: Tongji Special Award for International Cooperation.